# Brisbane Barracudas
Brisbane Barracudas é um clube de polo aquático australiano da cidade de Brisbane.

## História
Brisbane Barracudas compete na Australian National Water Polo League. 

## Títulos
- Australian National Water Polo League
  - 2004